# Procris acanthophora
Procris acanthophora är en fjärilsart som beskrevs av Ramon Agenjo Cecilia 1937. Procris acanthophora ingår i släktet Procris och familjen bastardsvärmare. Inga underarter finns listade i Catalogue of Life.